# Bank of Georgia

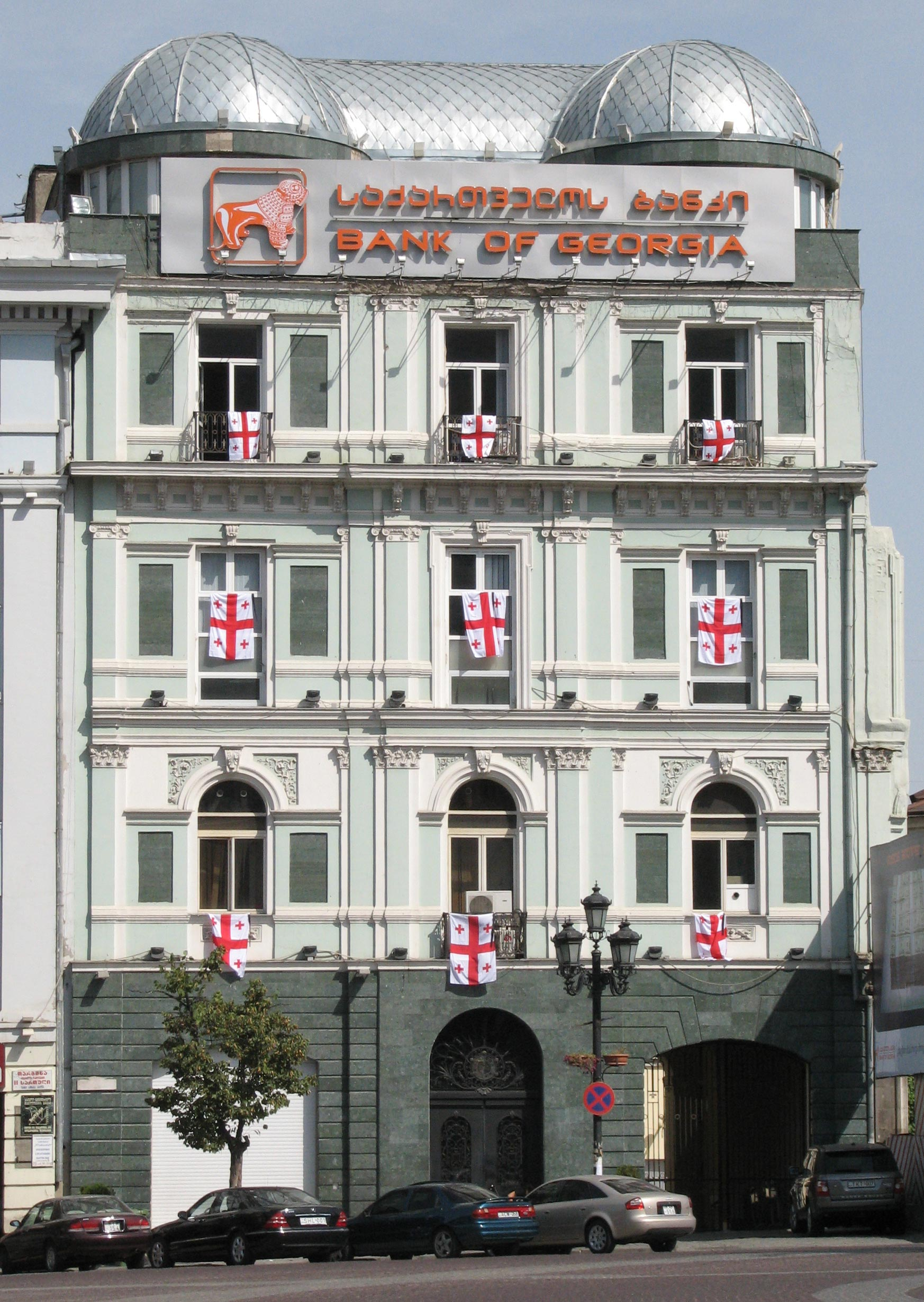
Центральний офіс банку у Тбілісі

АТ «Банк Грузії» (груз. საქართველოს ბანკი, англ. Bank of Georgia) — один з найбільших комерційних банків Грузії. Банк є материнським по відношенню до банків в Україні та Білорусі. Штаб-квартира банку у місті Тбілісі.

## Історія
- 1903 — Заснований банк.
- 1994 — Жилсоцбанк було приватизовано і перейменовано на «Банк Грузії».
- 1998-2000 — акціонером банку стало ЄБРР.
- 2001 — Акціонером банку стає Німецька інвестиційна корпорація. З цього року банк надає звітність за МСФЗ. Акції банку почали котуватися на «Грузинській фондовій біржі».
- 2002-2004 — Європейський банк розвитку та реконструкції, Міжнародна фінансова корпорація та Німецька інвестиційна корпорація.
- 2004 — Банк придбав 9-ий за величиною банк Грузії «Тбілуніверсалбанк», страхову компанію «BCI», компанію по управлінню активами, процесінговий центр.
- 2005 — Банк став «Найкращим банком Грузії 2005». Акції банку почали котуватися на Віденській фондовій біржі.
- 2006 — Банк отримує рейтинги від Fitch і Moody's. Банк став «Найкращим банком Грузії 2006». Акції банку почали котуватися на Лондонській фондовій біржі (LSE: BGEO. У Лютому банк придбав активи й зобов'язання Інтелект Банку, який перебував під управлінням тимчасової адміністрації Національного Банку Грузії.
- 2007 — Придбав дочірній банк в Україні «БГ Банк».
- 2008 — Придбав 70 % акцій банка в Білорусі Білоруський народний банк.
- 2012 — Вийшов на LSE
- 2014 — Банком Грузії була придбана грузинська філія ПриватБанка

## Акціонери
- BNP Paribas Asset Management (Франція)
- Credit Suisse Asset Management (Швейцарія)
- East Capital Asset Management AB
- Capital Research & Management Company (Велика Британія)
- Farallon Capital International (Росія)
- Fidelity Management & Research (США)
- Pictet Asset Management UK, Ltd
- Jupiter Asset Management, Ltd. (Велика Британія)
- ПриватБанк (Україна)
- Allianz Invest Kapitalanlage GmbH